# سقاية صبغة الله الحيدري
سقاية صبغة الله الحيدري
الكثير من سقايات الماء التي اقيمت لأنتفاع أهالي مدينة بغداد بخدماتها على وجه البر والإحسان، في العهد العثماني . فقد أنشأ مفتي الشافعية ببغداد والمتوفي سنة 1854م، السيد صبغة الله بن إبراهيم الحيدري البغدادي سقاية ماء عرفت باسمه وذلك سنة 1850م. وكانت هذه السقاية تقع بالقرب من جامع الخلفاء الذي كان يسمى قديماً، جامع القصر ببغداد الشرقية. وكتب على جدارها بالرخام خمسة أبيات حائية، تضمنت اسم منشيء السقاية وتاريخ إنشائها. وكان الشيخ محمود شكري الآلوسي المتوفى 1924م، قد سجل هذه الأبيات قبل نقضها وهي:
وعندما هدم الجامع سنة 1958م، لشق شارع الجمهورية، زالت السقاية وفقدت الرخامة، حتى عثر عليها بعد ذلك سليمة بين الركام.